# Rambo II
Rambo II (tytuł oryg. Rambo: First Blood Part II, 1985) – amerykański film akcji, druga część serii o weteranie wojny w Wietnamie Johnie Rambo. Sequel filmu Rambo – Pierwsza krew (1982), reżyserowany przez George’a P. Cosmatosa do scenariusza autorstwa Jamesa Camerona i Sylvestra Stallone’a. Film podejmuje problematykę jeniectwa wojennego oraz popularyzuje termin „zaginiony w akcji”, odnoszący się do amerykańskich żołnierzy walczących podczas II wojny indochińskiej, którzy nie powrócili do ojczyzny (w Stanach Zjednoczonych doby lat 80. − bardzo kontrowersyjny); jest najpowszechniej znanym dziełem filmowym o tej tematyce.
Choć czołówka filmu za reżysera projektu podaje Cosmatosa, ten w trakcie jego realizacji pełnił funkcję marginalną. Po latach dopiero stwierdzono, że to Stallone zajął się właściwą reżyserią obrazu.
Rambo II kandydował do pojawienia się w rankingu 100 Years... 100 Cheers organizowanym przez Amerykański Instytut Filmowy w roku 2006.

## Obsada
- Sylvester Stallone – John J. Rambo
- Richard Crenna – pułkownik Samuel Trautman
- Charles Napier – Marshall Murdock
- Steven Berkoff – podpułkownik Podovsky
- Julia Nickson-Soul – Co Bao
- Martin Kove – Ericson
- George Cheung − kapitan Vinh
- Voyo Goric − sierżant Yushin

## Fabuła
Weteran wojenny John Rambo (Sylvester Stallone), dzięki pomocy swojego jedynego przyjaciela – pułkownika Samuela Trautmana (Richard Crenna), opuszcza ciężki obóz pracy, w którym odbywał karę za zniszczenie miasteczka (ukazane w filmie Rambo – Pierwsza krew). W zamian za wolność ma wykonać pewną misję – wrócić do Wietnamu, rozpoznać teren i zrobić zdjęcia opuszczonym obozom jenieckim, w których rzekomo nadal przetrzymywani są amerykańscy żołnierze. Rambo podejmuje się zadania i wkrótce zjawia się w wietnamskich dżunglach.
Na miejscu poznaje swojego sprzymierzeńca – piękną Azjatkę Co Bao (Julia Nickson-Soul), w której wkrótce z wzajemnością się zakochuje. W trakcie podróży w głąb dżungli, okazuje się, że opowieści o Amerykanach więzionych w obozach są faktem. Rambo nie wytrzymuje presji sumienia i uwalnia jednego z rodaków, co nie podoba się dowództwu. Marshall Murdock (Charles Napier), głównodowodzący całej misji, postanawia pozostawić go na pastwę losu w Wietnamie, będąc pewny, że zginie. Rambo jednak nie ma zamiaru odpuścić. Trafia do tego samego obozu, w którym niegdyś był przetrzymywany i przesłuchiwany. Schwytany, jest poddawany bolesnym torturom, a sadystyczny podpułkownik Podovsky (Steven Berkoff) cierpieniem chce zmusić go do zeznania dowództwu, że został pojmany. Za pomocą Co Bao żołnierzowi udaje się jednak zbiec z obozu. Niestety, kobieta wkrótce ginie, zastrzelona przez jednego z Wietnamczyków. Rambo decyduje się zemścić na Murdocku, jak i uratować pozostałych jeńców wojennych.

## Produkcja
Film nakręcono w stanie Guerrero, w południowo-zachodnim Meksyku. Lokacje atelierowe obejmowały przede wszystkim miejscowość Tecoanapa, choć poszczególne sceny nagrywano w Acapulco. Okres zdjęciowy trwał od czerwca do sierpnia 1984 roku.
James Cameron napisał pierwszą wersję scenariusza, która została następnie zmieniona przez Sylvestra Stallone.
W scenie, w której Rambo jest torturowany, do torsu i ramion Stallone’a przyssano prawdziwe pijawki.
Dolph Lundgren dostał rolę w filmie, lecz gdy Sylvester Stallone, który grał u boku Lundgrena w filmie Rocky IV (1985), dowiedział się o tym, zarządził oddalenie aktora z planu. Według filmu dokumentalnego We Get to Win This Time, rozważano zatrudnienie Johna Travolty do roli młodego pomocnika Johna Rambo, który miał mu pomagać w ratowaniu jeńców. Stallone nie zgodził się na to, gdyż wolał solowy projekt.
Film dedykowany jest pamięci Cliffa Wengera Jr.
Jako błąd w produkcji zauważono, że Wietnamczycy (m.in. na łodziach patrolowych) używają czerwono-niebieskich flag Vietcongu, tymczasem w latach 80. ten ruch partyzancki już nie istniał, a w Wietnamie stosowano czerwoną flagę państwową, przejętą od Wietnamu Północnego i obowiązującą od 1976 roku do dziś.

## Wydanie
Rambo II, którego budżet wynosił czterdzieści cztery miliony dolarów, spotkał się z wielkim sukcesem komercyjnym. Film wydano w maju 1985 roku. W pierwszy weekend wyświetlania go w samych tylko amerykańskich kinach obraz zainkasował ponad dwadzieścia milionów dolarów, a ostatecznie na terenie Stanów Zjednoczonych zarobił sto pięćdziesiąt mln USD. Zyski ze światowej dystrybucji filmu były podwójne − wyniosły $300,400,432. W Polsce film, podobnie jak poprzednia część był objęty cenzurą aż do upadku komunizmu. Jednak podobnie co pierwsza część cieszył się on dużą popularnością w wypożyczalniach kaset VHS z powodu wielu pirackich wydań. Legalnie pojawił się na kasetach dopiero w październiku 1992 roku nakładem Imperial Entertainment.

## Odbiór

### Krytyka i dochód
Zyski z realizacji Rambo II nieustannie są powielane dzięki kolejnym wydaniom filmu na światowych rynkach DVD/Blu-ray.
Film nie powtórzył sukcesu artystycznego swojego prequelu, Rambo − Pierwsza krew (1982), a krytycy zbojkotowali projekt Cosmatosa. Obraz wzbudził jednak zainteresowanie prezydenta Ronalda Reagana, który pochwalił Sylvestra Stallone’a za ukazanie postaci Johna Rambo jako symbolu armii amerykańskiej.

### Nagrody i wyróżnienia
- 1986, 58. ceremonia wręczenia Oscarów:
  - nominacja do Oscara w kategorii najlepszy montaż dźwięku (nominowany: Fred J. Brown)
- 1986, 6. ceremonia wręczenia Złoty Malin:
  - Złota Malina w kategorii najgorszy film (Buzz Feitshans)
  - Złota Malina w kategorii najgorszy scenariusz (Sylvester Stallone, James Cameron, Kevin Jarre)
  - Złota Malina w kategorii najgorszy aktor (Sylvester Stallone; nagroda przyznana także za rolę w filmie Rocky IV)
  - Złota Malina w kategorii najgorszy aktor dekady (Sylvester Stallone; także za role w filmach: Cobra, Osadzony, Rambo III, Kryształ górski, Rocky IV, Tango i Cash, Ponad szczytem.)
  - Złota Malina w kategorii najgorsza piosenka z filmu (Frank Stallone, Peter Schless i Jerry Goldsmith za „Peace in Our Life”)
  - nominacja do Złotej Maliny w kategorii najgorszy reżyser (George P. Cosmatos)
  - nominacja do Złotej Maliny w kategorii najgorsza aktorka drugoplanowa (Julia Nickson-Soul)
  - nominacja do Złotej Maliny w kategorii najgorsza nowa gwiazda (Julia Nickson-Soul)
- 1986, Golden Screen Awards:
  - nagroda Golden Screen
- 2003, DVD Exclusive Awards:
  - nominacja do nagrody DVD Premiere za wydanie DVD trylogii Rambo (obejmującej filmy Rambo – Pierwsza krew, Rambo II i Rambo III)

## Wpływ na kulturę
Rambo II zainspirował przelicznych twórców podrzędnych, niskobudżetowych produkcji klasy „B”. Filmy akcji, które fabułą w większych lub mniejszym stopniu naśladują obraz Cosmatosa, to m.in.: Strike Commando (1987), Strike Commando 2 (1988), Phantom Raiders (1988), Dowódca – ostatni amerykański żołnierz (Commander, 1988) i Slash (1984). W 2016 ruszyła produkcja kuwejckiego filmu Second Blood, inspirowanego serią Rambo, zwłaszcza drugą jej odsłoną.